# Lukovany
Lukovany (en allemand : Lukowan) est une commune du district de Brno-Campagne, dans la région de Moravie-du-Sud, en République tchèque. Sa population s'élevait à 627 habitants en 2020.

## Géographie
Lukovany se trouve à 4 km à l'ouest-nord-ouest de Zbýšov, à 23 km à l'ouest-sud-ouest de Brno et à 169 km au sud-est de Prague.
La commune est limitée par Rapotice et Vysoké Popovice au nord, par Oslavany à l'est, par Oslavany et Čučice au sud, et par Ketkovice et Sudice à l'ouest.

## Histoire
La première mention écrite de la localité date de 1269.